# Stu Schwartzberg
Stu Schwartzberg (né un 15 novembre) est un scénariste de comics principalement actif dans les années 1970. Peu prolifique, il a surtout travaillé pour Crazy.

## Biographie
Stu Schwartzberg travaille pour la maison d'édition Magazine Management au milieu des années 1960, dans des rôles techniques, en particulier pour sa filiale bande dessinée, Marvel Comics. À partir de 1967 il est notamment chargé de la reproduction des planches originales sur Photostat,.
De 1970 à 1983, il écrit une douzaine d'histoires pour les magazines humoristiques de Marvel Spoof (1970-1973), Crazy (1973-1983), généralement des parodies de films ou de textes littéraires, et quelques récits d'horreur,. Récompensé en 1974 par l'Academy of Comic Book Arts d'un prix Shazam pour ses histoires publiées dans Crazy en 1973, Schwartzberg préfère cependant ne pas abandonner son emploi technique sûr pour une carrière de scénariste, ce que John Romita qualifie en 2007 de « grande perte pour la bande dessinée ».

## Prix
- 1974 : prix Shazam du meilleur scénariste humoristique pour ses travaux dans Crazy[6]